# Рокета ди Вара
Рокѐта ди Ва̀ра (на италиански: Rocchetta di Vara, на местен диалект a Rocheta, а Рокета) е село и община в северозападна Италия, провинция Специя, регион Лигурия. Разположено е на 320 m надморска височина. Населението на общината е 782 души (към 2011 г.).